# 골다우

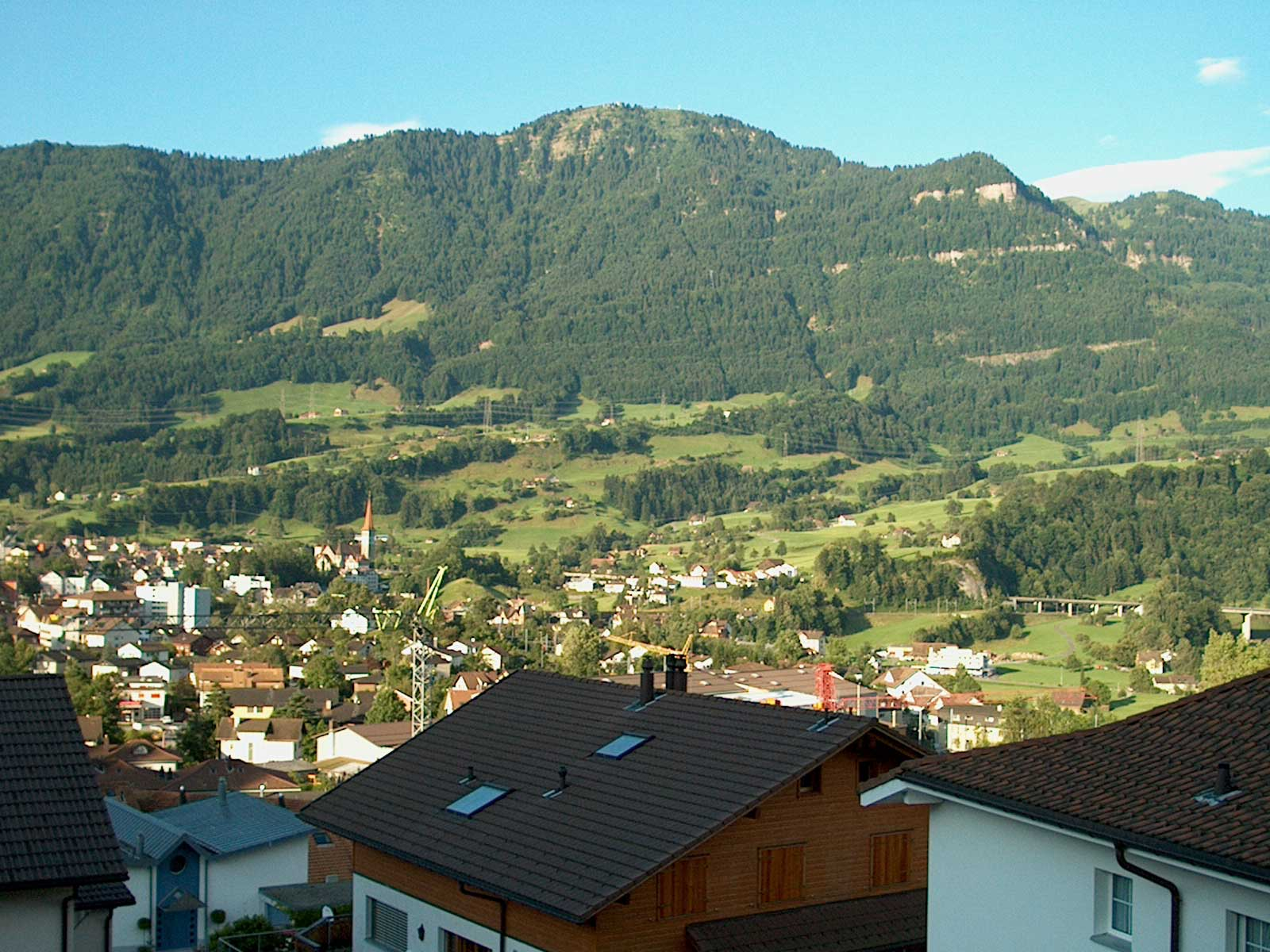
골다우에서 본 리기 샤이덱

골다우(Goldau)는 스위스 슈비츠주 아트 지자체에 있는 마을이다. 그것은 리기와 로스베르크 산 사이, 그리고 추크 호수와 라우에르츠 사이에 있다. 잘 알려진 명소로는 골다우 자연동물공원(Natur- und Tierpark)와 리기산으로 연결되는 아트-리기 철도의 아트-골다우 계곡역이 있다.
골다우는 1806년에 457명이 사망한 ‘골다우 산사태’라는 역사적인 산사태로 스위스에서 주로 알려져 있다. 또한 아트-골다우역은 고르트하르트, 루체른, 추크-취리히 및 페피콘 선 사이의 교차점을 형성하는 스위스 철도망의 요충지이다.

## 산사태
골다우에는 14세기로 거슬러 올라가는 1806년 산사태보다 더 중요한 주요 사건과 함께 수많은 역사적 산사태가 있었다. 1353년에 처음 기록된 지명 자체는 이러한 산사태의 잔재를 방언으로 사용하는 골(gol)인 ‘자갈, 잔해, 잔해’에서 따온 것이다.
1806년 9월 2일 호우로 로스베르크에서 산사태가 발생하여 골다우와 인접 마을인 부오징엔, 뢰텐 및 라우에르츠가 파괴되었다. 산사태는 4000만 ㎥의 물질로 구성되었으며 질량은 1억 2000만 톤이다.
14세기에 훨씬 더 큰 산사태로 인해 생성된 라우에르츠 호수의 대량 타격과 그 결과 쓰나미와 같은 변위 파도가 제벤에 더 큰 피해를 입혔다. 이 사건으로 약 20k㎡의 재해 지역에서 111채의 집, 220개의 헛간, 2개의 교회가 파괴되었으며 일부는 30~70m 높이의 파편으로 덮여 있었다. 그 결과 457명이 사망했다.
재난은 1818년 미국 작가 잔 닐(John Neal)의 서사시 골다우에 영감을 주었다. 자연동물공원 외부의 박물관에는 사건의 발견물과 사진이 전시되어 있다.

## 스포츠

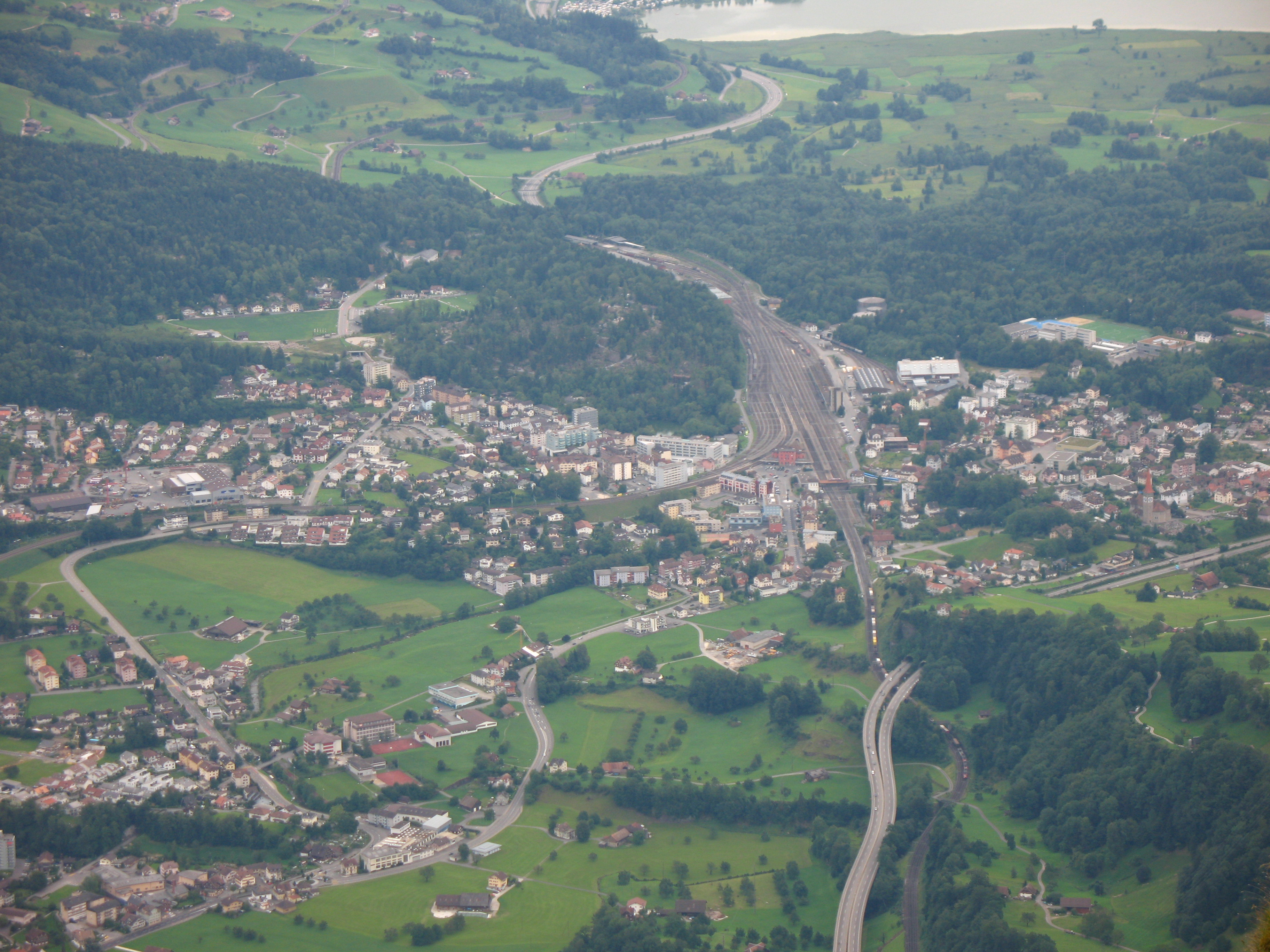
리기 쿨름에서 본 골다우

SC 골다우는 도시의 축구 클럽이다.